# يان كرافت
يان كرافت (بالإنجليزية: Ian Craft)‏ هو طبيب بريطاني، ولد في 11 يوليو 1937، وتوفي في 3 يونيو 2019.